# مارکو ایلایماهریترا
مارکو ایلایماهریترا (انگلیسی: Marco Ilaimaharitra؛ زادهٔ ۲۶ ژوئیهٔ ۱۹۹۵) بازیکن فوتبال اهل فرانسه است.
از باشگاه‌هایی که در آن بازی کرده‌است می‌توان به باشگاه فوتبال سوشو اشاره کرد.
وی همچنین در تیم‌های ملی فوتبال زیر ۱۹ سال فرانسه، زیر ۲۰ سال فرانسه، و ماداگاسکار بازی کرده‌است.